# Kisbodak
Kisbodak – wieś i gmina w północno-zachodniej części Węgier, w pobliżu miasta Mosonmagyaróvár.
Miejscowość leży na obszarze Małej Niziny Węgierskiej, w pobliżu granicy słowackiej i austriackiej. Administracyjnie należy do powiatu Mosonmagyaróvár, wchodzącego w skład komitatu Győr-Moson-Sopron.
Gmina Kisbodak liczy 362 mieszkańców (2009) i zajmuje obszar 9,04 km².